# Valeriy Babytch
Pour les articles homonymes, voir Babych.
Valeriy Georgievitch Babytch (né à Brody, le 25 août 1953 - mort à Kiev, le 29 octobre 2020) est un homme politique, économiste et homme d'affaires ukrainien qui a été membre de la Verkhovna Rada de 1994 à 2002.

## Biographie
Valeriy Babytch est né à Brody, dans l'Oblast de Lviv, et a étudié à Kiev. Après avoir obtenu son diplôme, il a travaillé à l'Académie nationale des sciences d'Ukraine, aux organisations de jeunesse, au Plan d'État de l'Ukraine, au Conseil des ministres de la RSS d'Ukraine,,.
En 1990, il a fondé et dirigé la société "Inter-Invest", et en 1991, il a été élu président du conseil d'administration de RAO "Ukrainian Exchange". L'année suivante, après la réorganisation de RAO "Ukrainian Exchange" en JSC "Ukrainian Financial Group", il en est élu président. En 1993-1994, il a été conseiller du président ukrainien Leonid Kravtchouk sur les questions d'économie de marché, et aux élections parlementaires ukrainiennes de 1994 et 1998, il a été élu au parlement ukrainien,,.
Il fonde et dirige les activités de nombreuses organisations publiques qui ont soutenu les transformations démocratiques et les réformes du marché en Ukraine et dans la Communauté des États indépendants. En particulier, en 1991, il a été élu président du Congrès des bourses de l'URSS ; dans l'Ukraine indépendante des années suivantes, il a été élu à la tête du Congrès des cercles d'affaires d'Ukraine, de l'Association des entrepreneurs d'Europe orientale et de l'Association panukrainienne des entrepreneurs,,.
De 1998 à 2003, il est président du parti politique « Union panukrainienne « Tcherkachtchany » ». En 2002, il a été réélu président de JSC "Ukrainian Financial Group", en 2004, il est élu président du conseil d'administration du groupe financier ukrainien et, en 2006, il a dirigé l'Ukrainian Financial Group Corporation,,.
Il compte parmi les organisateurs de l'Union ukrainienne des industriels et des entrepreneurs et est élu à plusieurs reprises aux organes directeurs de l'USPP. Il est élu président de la Fédération des sociétés d'amitié d'Ukraine avec les pays étrangers, président de la Fondation caritative chrétienne internationale ukrainienne et vice-président de la Fondation internationale ukrainienne Taras Chevchtchenko. Il mène de nombreuses activités caritatives et parraine de nombreuses initiatives dans les domaines de la science, de l'éducation, de la culture, de l'art, de la littérature et du sport,,.
Il décède de la COVID-19 lors de la pandémie de Covid-19 en Ukraine le 29 octobre 2020, dans un hôpital de Kiev, en Ukraine, à l'âge de 67 ans.